# Ахметжан, Калиолла Саматулы
Калиолла Саматулы Ахметжан (Қалиолла Саматұлы Ахметжан; род. 6 апреля 1949, с. Орнек, Сталинский район, Акмолинская область, Казахская ССР, СССР) — казахский художник и этнограф-оружиевед, член Союза художников Казахстана и Академии художеств Республики Казахстан.

## Творчество
Автор более 50 статей, трёх передач на телевидении по изобразительному искусству.
В 1996 году по итогам конкурса, который проводило Казахское Национальное агентство по делам печати на лучшее издательство, лучшего редактора и лучшую книгу в номинации «Книги по искусству», его книга «Жараган темир кигендер» (Вооружение, военное искусство и боевые традиции казахских батыров) признана одной из лучших.

## Награды
- Юбилейная медаль «10 лет независимости Республики Казахстан» (2001 год)
- Диплом и Золотая медаль Академии художеств Республики Казахстан (2006 год)
- Нагрудный знак «Мәдениет қайраткері» («Деятель культуры») Министерства культуры и информации Республики Казахстан